# L'avventuriera del piano di sopra
L'avventuriera del piano di sopra è un film del 1941 diretto da Raffaello Matarazzo.

## Trama
L'avvocato Fabrizio Marchini, rimasto solo in città, progetta con l'amico Arturo serate di baldoria. Ma proprio in quel momento piomba in casa Biancamaria, una sua vicina di casa, che lo implora di nasconderla per sfuggire alle ire del marito geloso. Marchini, seppur sconcertato, la fa entrare, ed i due riescono poi anche ad eludere le ricerche del marito. Passato il pericolo, Fabrizio convince Biancamaria a restare nascosta da lui anche per la notte. La donna accetta e, riuscendo amabilmente ad evitare le avances dell'ospite, lo manda a dormire sul divano.
Ma la mattina dopo, l'avvocato scopre la mancanza di una preziosa collana. Assieme all'amico Arturo risale ad un indirizzo di Biancamaria e così i due arrivano ad una villa, che immaginano essere il covo della banda (in realtà è la casa dei genitori di Biancamaria) e vi entrano. Nel trambusto che ne segue, Marchini vede in un cassetto una collana e la prende.
Rientrato in casa, trova sua moglie che, insospettita, è tornata prima del previsto. Marchini la rabbonisce, ma quando rimette a posto la collana, scopre che è già nel cassetto. La moglie gli spiega di averla mandata a riparare. L'avvocato capisce l'equivoco e si rende conto di essere lui un ladro. Con il recalcitrante Arturo torna alla villa, dove spera di poter rimettere al suo posto la collana. Per questo penetra di nascosto nell'abitazione, ma viene scoperto.

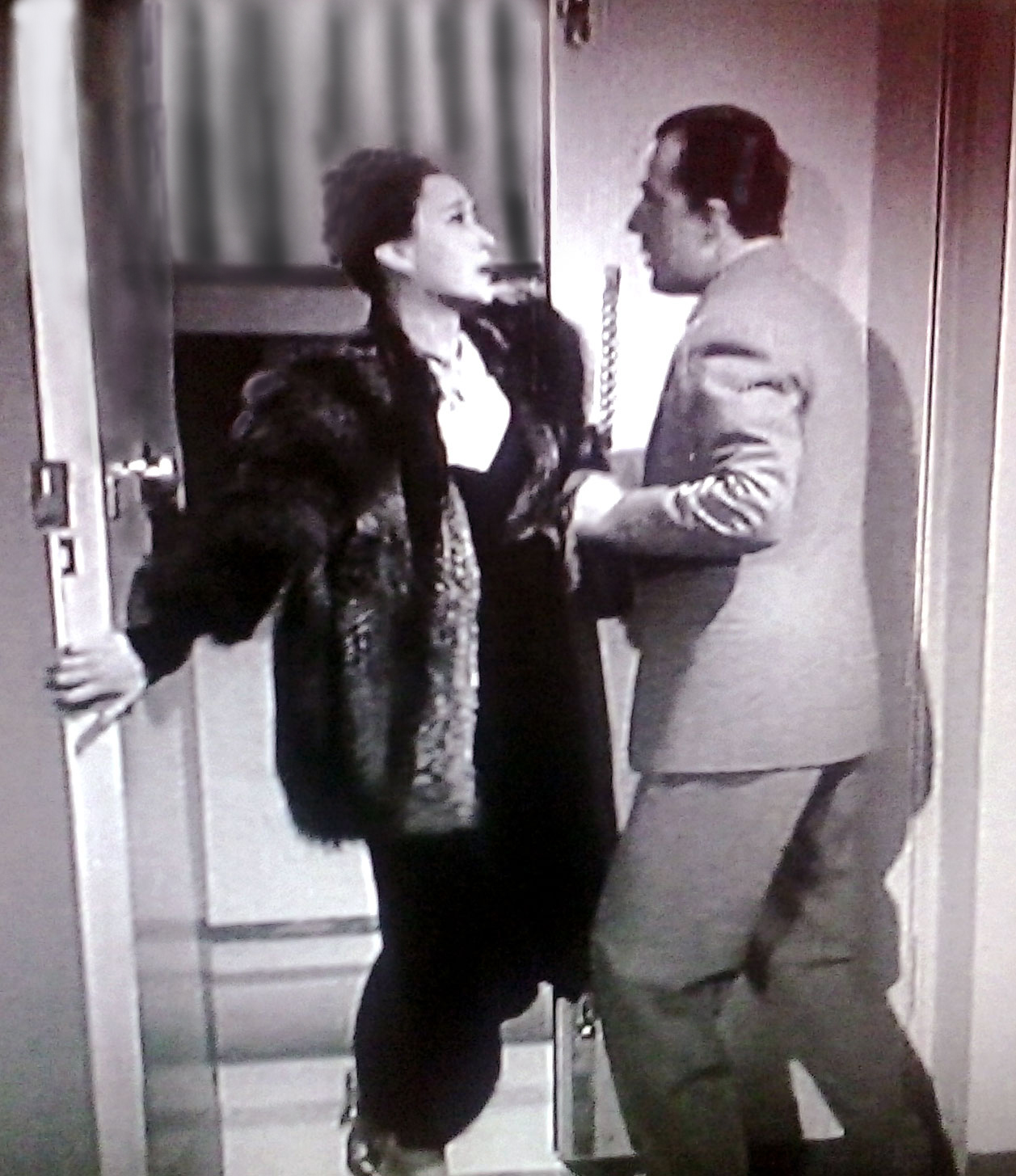
Biancamaria/Clara Calamai irrompe in modo inatteso in casa di Fabrizio/Vittorio De Sica dando così inizio alle brillanti vicende del film

Mentre cerca goffamente di spiegare la sua intrusione, arrivano alla villa anche sua moglie ed il marito geloso. Marchini, con un abile colpo di teatro, si fa passare per l'avvocato di Biancamaria riuscendo così a fugare ogni sospetto: tutto finisce bene ed alla fine le due coppie promettono di frequentarsi ancora. Ma adesso lo sguardo tra Fabrizio e Biancamaria non è più soltanto di amicizia.
Il soggetto di Matarazzo ha dato luogo nel corso degli anni a due riedizioni. Secondo la ricerca storica condotta da Simone Starace, contenuta nel fascicolo allegato al dvd in commercio (citata in bibliografia), fu lo stesso regista a riproporre il suo soggetto allorché, dal 1943 al 1945, si trasferì in Spagna per sfuggire al rischio di essere richiamato e di dover andare in guerra, dove diresse due pellicole Dora, la espia e Empezò en boda mai uscite in Italia. In quel periodo egli rieditò il soggetto della Avventuriera in una commedia teatrale dal titolo Una mujer entre los brazos, che fu rappresentata nel 1945. Nello stesso periodo anche il film circolò sugli schermi spagnoli.
Nel dopoguerra fu Riccardo Freda, amico ed estimatore di Matarazzo, a voler riproporre il soggetto e lo sottopose all'attenzione di Alberto Sordi; da ciò nacque un film del 1955, Buonanotte... avvocato!, diretto da Giorgio Bianchi nel quale Matarazzo figura tra i soggettisti. Erano gli anni dell'enorme successo popolare dei suoi film melò interpretati dalla coppia Nazzari - Sanson e, secondo la ricostruzione di Starace, vi fu, tra i commentatori, chi si meravigliò che il regista di quei film - un filone cinematografico che fu poi definito "neorealismo d'appendice", tanto amato dal pubblico quanto detestato dalla critica "ufficiale" - possedesse quel senso dell'umorismo che traspare dal suo soggetto del 1941.

## Produzione
L'avventuriera del piano di sopra, il cui titolo iniziale era L'avventuriera dagli occhi di giada, è il primo film completamente ideato dal solo Matarazzo, dato che, sin dal suo esordio alla regia, nel 1933 con Treno popolare, aveva sempre lavorato assieme ad altri autori e utilizzato soggetti non originali, bensì tratti prevalentemente da opere teatrali.
Il film fu prodotto in circa 2 mesi durante la primavera-estate del 1941, presso gli stabilimenti SAFA, a quel tempo ubicati in via Mondovì a Roma, e venne poi distribuito nelle sale nel mese di ottobre dello stesso anno.
L'avventuriera del piano di sopra è stato, assieme a Treno popolare, il film più amato da Matarazzo dei 15 che egli realizzò negli anni trenta e quaranta, prima del suo soggiorno in Spagna. È lui stesso a sostenerlo in un'intervista - una delle poche uscite pubbliche del timido e schivo regista romano - concessa nel 1964, due anni prima della sua scomparsa, al critico cinematografico francese Bernard Eisenschitz. Rimasto a lungo inedito, tale colloquio fu poi pubblicato nel 1976 sul mensile francese Positif, in un periodo di riconsiderazione dell'opera filmica di Matarazzo. «Una delle cose - aveva dichiarato in quell'occasione - che mi sono piaciute di più è una presa in giro della censura: non era consentito parlare di adulterio e, nell'ultimo quarto d'ora, faccio capire al pubblico, senza dirlo, che l'uomo sta per lasciare la moglie per andarsene con l'altra».
Lo spirito di simpatia nei confronti del film è testimoniato anche dai ricordi di Clara Calamai, per la quale il 1941 fu un anno di "superlavoro" nel quale partecipò a ben 10 film: «Erano dei filmetti deliziosi - ha detto l'attrice rievocando quel periodo - erano un amore, recitati con spontaneità, e venivano molto carini».

## Accoglienza

### Incassi
Secondo i dati disponibili, il film diretto da Matarazzo ebbe un risultato commerciale medio, incassando circa 1.700 000 lire dell'epoca. Risultato certo lontano dai campioni di incasso dell'anno (che furono Noi vivi ed Addio Kira! che assieme sfiorarono i 20 milioni), ma superiore a molte altre pellicole prodotte in Italia nello stesso anno.

### Critica
Commenti contemporanei. Reduce dalla regia di alcune pellicole che avevano suscitato in genere giudizi negativi, con L'avventuriera del piano di sopra Matarazzo riguadagnò commenti positivi e, in qualche caso, di stupita simpatia. 

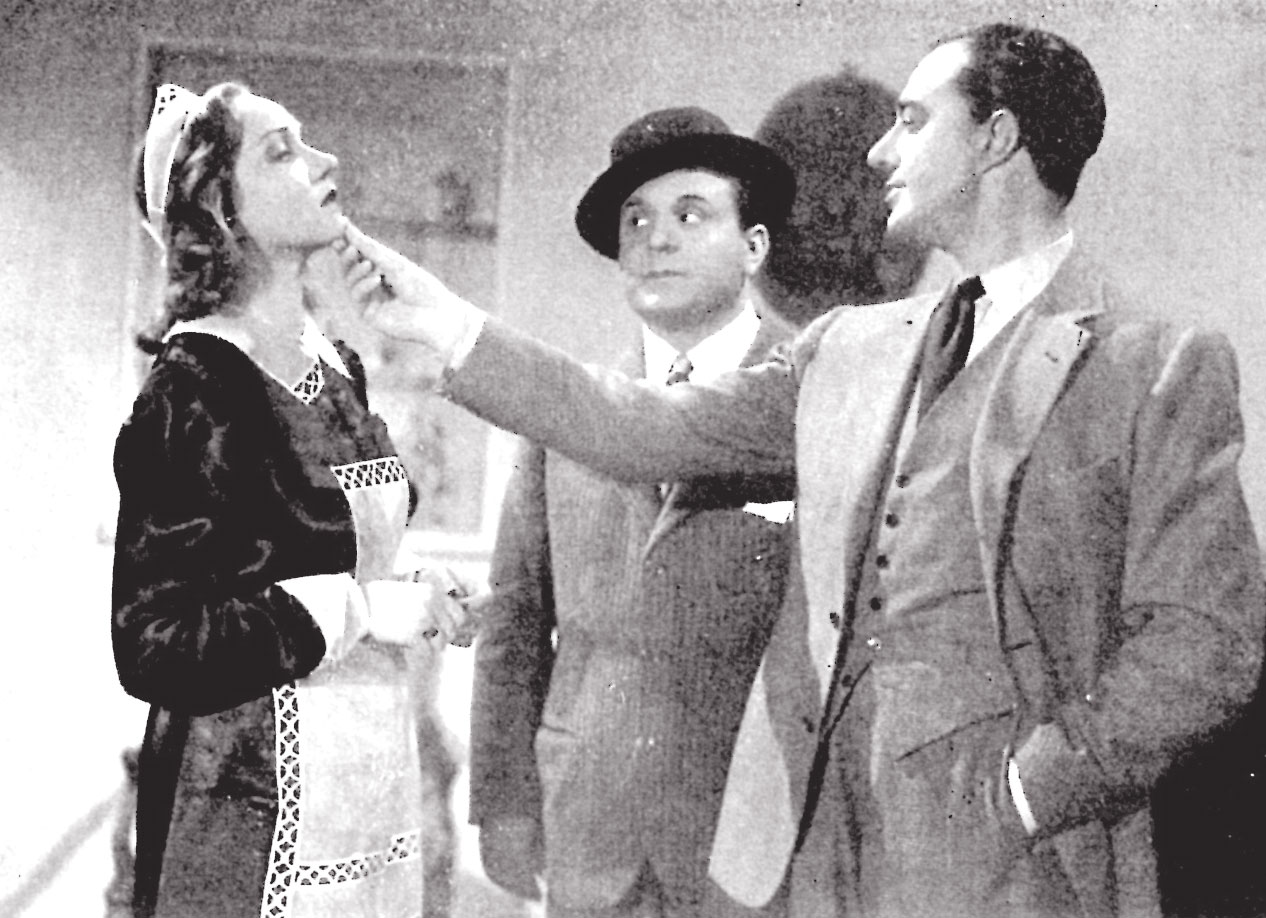
Jucci Kellermann, Carlo Campanini e Vittorio De Sica in una inquadratura del film

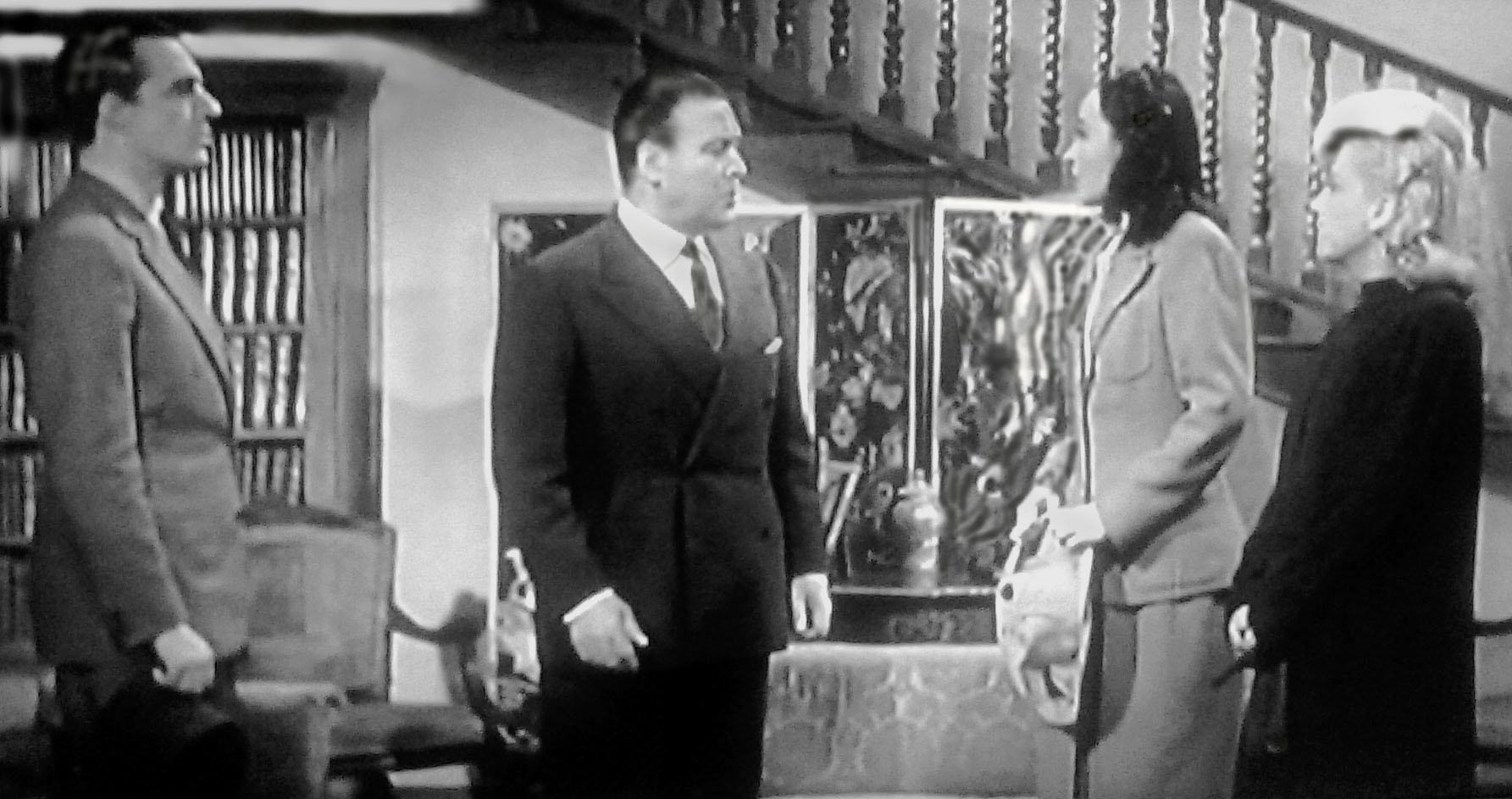
È il momento delle spiegazioni finali per Vittorio De Sica, Camillo Pilotto, Clara Calamai e Giuditta Rissone, i quattro protagonisti del divertente film di Matarazzo

Come scrisse Osvaldo Scaccia: «È la commedia più divertente che il piccolo, prode e grassottello Raffaello Matarazzo abbia mai diretto e ideato, una commedia piena d'arguzia e di comicità, condotta con una leggerezza di mano ed un senso del comico che non credevo Matarazzo possedesse. Dopo aver visto questo film vien fatto di chiedersi come abbia fatto il piccolo regista a realizzare i film precedenti». Dello stesso tenore il giudizio di Giuseppe Isani che definì il film «un lavoro garbato e piacevole, che davvero si distingue di gran lunga dalle normali storielle comiche ed a sfondo ironico che siamo soliti vedere sullo schermo».
Commenti positivi apparvero anche su diversi quotidiani. «Una ciambella davvero riuscita - così si espresse La Stampa - Matarazzo può essere molto contento di questa sua commediola. Lo si sapeva dotato di ingegno non comune, e ci rattristava di non ritrovarlo per nulla in molti dei film da lui diretti (...) Non lasciatevi sfuggire i veri pregi del film: un'invenzione sovente felice di piccoli particolari, di saporose ironie. E poi in questo film non si urla dal principio alla fine: deo gratias». Il Messaggero apprezzò il film per essere «una commediola cinematografica ben fatta, immaginata e scritta con una elasticità ed un nerbo comico che non sono i caratteri abituali di questo nostro giovane e simpatico regista», mentre la Tribuna la definì «una farsa di genere insolito, spiritosa, ironica, paradossale, tutta sprizzante intelligenza, che non è merce d'uso troppo corrente. Si ride ad ogni passo senza alcuna mortificazione della mente».
Giudizi meno entusiasti apparvero invece sul Corriere della Sera che lo definì «un film come tanti altri, una delle consuete e scherzose variazioni sulle amene, paradossali discordanze tra il parere e l'essere. Tre elementi mancano nel film. Primo: il gusto della sorpresa. Seconda deficienza: il dialogo. La terza è nella protagonista: Clara Calamai è bella, ma troppo fredda». L'unico commento fortemente negativo sul film rimase quello di Adolfo Franci  che scrisse: «Non farò il torto a Matarazzo di giudicarlo dal suo ultimo film, che, nonostante il nome degli interpreti, è un film molto al di sotto del mediocre».
Commenti successivi. Anche retrospettivamente L'avventuriera del piano di sopra è stato giudicato uno dei migliori film di Raffaello Matarazzo. «Divertente commedia degli equivoci - così il Mereghetti - in perfetta sintonia con il cinema dei telefoni bianchi, che si conclude con un (velato) augurio di trasgressione e peccato», mentre secondo Angela Prudenzi si tratta di un Quando la moglie è in vacanza "ante litteram": «i meccanismi narrativi sembrano emergere da quel genere teatrale che ha in Feydeau il suo più acuto interprete (...) Il gioco di Matarazzo sta nel condurre lo spettatore in una zona franca in cui tutto è permesso, compresi trasgressione e peccato ».